# گروه کولز
گروه کولز (انگلیسی: Coles Group) شرکت خرده‌فروشی استرالیایی است، که در سال ۱۹۱۴ تأسیس شد.